# Aeroporto di Tortolì-Arbatax
L'Aeroporto di Tortolì-Arbatax (IATA: TTB, ICAO: LIET) si trova nella costa orientale della Sardegna, in Ogliastra, località naturalistica e marina, dislocato a circa 140 km da Cagliari e 100 km da Nuoro. La struttura si trova fra la città più grande della zona, Tortolì, e la sua frazione portuale, Arbatax, a circa 2 km sia dall'uno che dall'altro centro.  Il gestore dell'aeroporto di Tortolì è Aliarbatax srl.  
| Start Point Rwy 12 | Rwy 12 | DISTANZE DICHIARATE DECLARED DISTANCES | RWY 30 | Start Point Rwy 30 |
| ------------------ | ------ | -------------------------------------- | ------ | ------------------ |
| 1288               | 1188   | TORA                                   | 1188   | 1298               |
| 1408               | 1308   | TODA                                   | 1318   | 1428               |
| 1288               | 1188   | ASDA                                   | 1188   | 1298               |
|                    | 1071   | LDA                                    | 1058   |                    |

## Storia

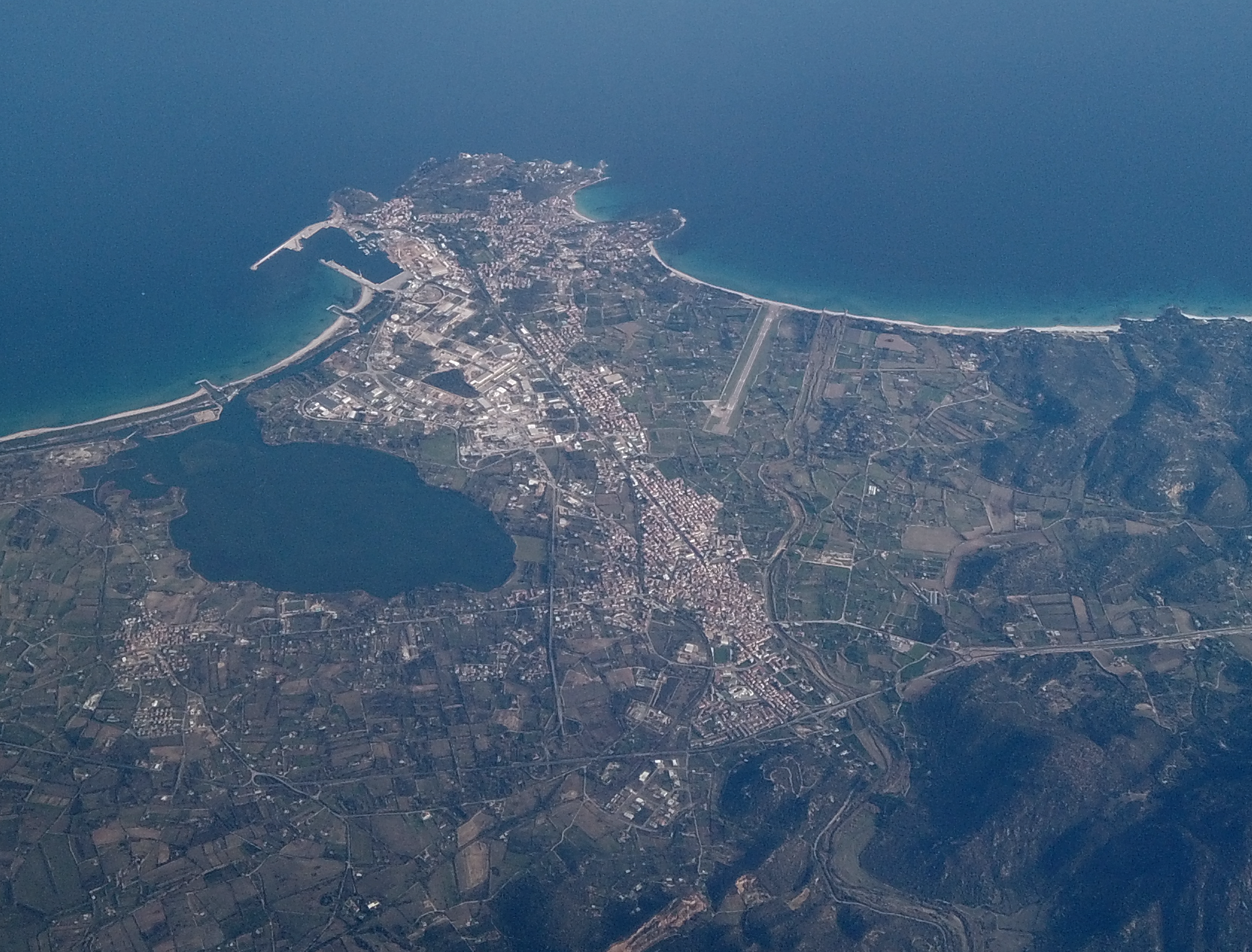
L'aeroporto si trova a sud rispetto al centro abitato (nella foto, sulla destra)

L'aeroporto nasce, insieme al porto di Arbatax, negli anni sessanta, come supporto tecnico e logistico alla Cartiera di Arbatax. In origine consisteva in una semplice pista di 1190 metri su prato erboso che si provvedette ad asfaltare nel 1975. Dopo la chiusura della cartiera è stato ceduto ad imprenditori privati ed in seguito acquistato dal Consorzio industriale dell'Ogliastra.
Trasformato presto in uno strumento turistico, l'aeroporto ha funzionato a regime soprattutto d'estate.
L'aeroporto è dotato di torre di controllo e di un hangar che è stato trasformato in aerostazione. La pista è illuminata.

## Collegamenti
A cominciare dagli anni '90 con la compagnia aerea Air Sardinia, sono stati effettuati  voli di linea tra l'aeroporto di Tortoli e gli aeroporti di Cagliari, Olbia e Roma Fiumicino. 
Air Sardinia abbandonò l'attività sull'aeroporto di Tortoli dopo pochi anni.  
In seguito a varie vicissitudini l'aeroporto è stato gestito da un gruppo privato che ottenne la certificazione, rilasciata dall'Ente nazionale per l'aviazione civile (Enac), permettendo, così, di poter effettuare collegamenti charter e leisure.
Nel 2010, a partire da giugno, vennero avviati collegamenti estivi in regime di continuità territoriale da parte di Meridiana Fly verso Malpensa, Fiumicino, Verona e Olbia.

## Voli di linea
Dal 6 agosto 2011 l'aeroporto ha ripreso ad essere operativo con voli che collegano Tortolì con Malpensa, Fiumicino, Verona, Innsbruck, Bolzano e Berna. L'operatività dei voli è durata, però, fino a ottobre dello stesso anno. Successivamente la società di gestione è stata oggetto di procedura fallimentare, e poi risolta.
Dal giugno 2023 è stato riaperto al traffico di aviazione generale.